# La máquina de la eternidad
La máquina de la eternidad (en inglés, conocida tanto por el título de They'd Rather Be Right como de The Forever Machine) es una novela de ciencia ficción escrita por los estadounidenses Mark Clifton y Frank Riley. Publicada primero por entregas en la revista Analog Science Fiction and Fact en 1954, Gnome Press la publicó como novela tres años después. Fue galardonada con el premio Hugo a la mejor novela en la edición de 1955.